# Корнецел (Арджеш)
Корнецел (рум. Cornățel) — село у повіті Арджеш в Румунії. Входить до складу комуни Бузоєшть.
Село розташоване на відстані 91 км на захід від Бухареста, 32 км на південь від Пітешть, 94 км на схід від Крайови, 130 км на південний захід від Брашова.

## Населення
За даними перепису населення 2002 року у селі проживали 1107 осіб, усі — румуни. Усі жителі села рідною мовою назвали румунську.